# Apremilast
Apremilast é um fármaco usado no tratamento da artrite psoriásica ativa. Trata-se de um inibidor da fosfodiesterase-4.